# Kenneth Chenault

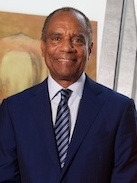
Kenneth Chenault

Kenneth Chenault (* 2. Juni 1951 in Long Island, New York) ist ein US-amerikanischer Manager.

## Leben
Nach dem Besuch einer Waldorfschule studierte Chenault Geschichte am Bowdoin College und Rechtswissenschaften an der Harvard Law School. Nach seinem Studium war er bei den Rechtsanwaltskanzleien Rogers & Wells in New York City, und danach bei Bain & Company tätig. 1997 wurde er als Nachfolger von Harvey Golub Präsident und 2001 CEO des US-amerikanischen Unternehmens American Express. 2009 erhielt Chenault ein Jahresentgelt von 17,4 Millionen Dollar. Chenault ist mit Kathryn Chenault verheiratet.
2006 wurde er in die American Academy of Arts and Sciences gewählt. Im März 2020 wurde er als Mitglied des Verwaltungsrates von Berkshire Hathaway nominiert.